# Чумацька валка
Чумацька валка — обоз у чумаків. Складалася з великої групи чумацьких возів (маж), що перевозили товари. Чумацька валка мала значну кількість особливостей порівняно з валками звичайних торговців, що були, по суті, звичайним обозом. Чумаки у валці утворювали власну ієрархію шляхом обрання отамана і його заступника осавула, також вибирали кашовара (який звільнявся від інших обов'язків). Переміщення чумацьких валок було досить чітко організовано. Вирушаючи у дорогу до сходу сонця, за один день валка проходила в середньому 15—20 верст (12—15 кілометрів), це залежало від погодних умов. Зважаючи на протяжність маршруту, валки робили 2 або 3 ходки за сезон (рік). Чумаки при зупиненні валки виставляли варту з чергових чумаків, особливо уважною та пильною варта була вночі.
Чумацька валка мала від 20 до кількох сотень возів з чумаками. Валки для подорожі в Кримське ханство були більшими (як правило 100—300 возів), оскільки шлях чумаків пролягав через степи на півдні України в яких було багато ногайських і кримсько-татарських розбійників, які чисельними групами (бандами) нападали на чумацькі валки. Центральна влада Кримського ханства досить добре ставилася до чумаків, бо їхня діяльність була вигідна ханству, чумаки сплачували податки. Але це не суттєво зменшувало небезпеку від розбійників, крім того, ногайці (ногаяки), що входили до складу Кримського ханства, не корилися центральній владі і масово займалися розбоєм.
Всі чумаки у валці мали зброю та завжди були готові дати відсіч нападникам. Чумаки вміли створювати оборонний табір з возів, для більш ефективного захисту від нападників. Інколи чумаків охороняли козацькі підрозділи, за що отримували платню. Подорожі чумацьких валок тривали місяцями, зазвичай кожен чумак їздив в подорож по кілька разів на рік. Валка у подорожі орієнтувалася по чумацьким дорогам (традиційним маршрутам чумацьких подорожей), вони були досить сильно протоптані, від постійного проходження чумацьких возів. Вночі чумаки орієнтувалися по зорях, у тому числі по Чумацькому Шляху, який через це і отримав свою українську назву. Видатний український художник Іван Айвазовський захоплювався явищем чумацьких валок, тому намалював чумацькі валки, на кількох своїх картинах .